# Amstel Gold Race 2012
L'Amstel Gold Race 2012, quarantasettesima edizione della corsa, valevole come undicesima prova dell'UCI World Tour 2012, si svolse il 15 aprile 2012 su un percorso di 256,5 km, con partenza da Maastricht e arrivo sulla salita del Cauberg, nei Paesi Bassi. La vittoria fu appannaggio dell'italiano Enrico Gasparotto, il quale completò il percorso in 6h32'35".

## Percorso
L'edizione 2012, partì da Maastricht e terminò sulla collina del Cauberg nel comune di Valkenburg aan de Geul. Quest'edizione subisce delle variazioni rispetto alle precedenti: viene eliminato il passaggio da Valkenburg che garantiva 2 km in più di pianura, avvicinando Keutenberg e Cauberg, le ultime due salite della corsa. Il percorso diminuisce a 256,5 km, quattro in meno rispetto all'edizione precedente.
Rispetto all'edizione dell'anno scorso i muri da affrontare sono 31, a causa dell'eliminazione del Geulhemmerweg.
I muri da affrontare sono Maasberg, Adsteeg, Lange Raasberg, Bergeswed, Sibbergrube, Cauberg, Wolfsberg, Loorberg, Schewibergerweg, Camerig, Drielantenpunt, Gemmenich, Vijlenerbos, Eperheide, Gulpenerberg, Plettenbergweg, Eyeserweg, St. Remigiusstrat, Vrakelberg, Sibbergrube, Cauberg, Geuhlemmerweg, Bemelerberg, Wolfsberg, Loorberg, Gulpenerberg, Kruisberg, Eiersbosweg, Fromberg e Keutemberg. Da quest'ultimo muro mancheranno 12 km all'arrivo. In seguito ad un tratto di discesa e di pianura si arriva ai piedi del Cauberg, l'ultima ascesa che termina a poche centinaia di metri dal traguardo.

## Squadre e corridori partecipanti
Gli organizzatori hanno invitato 24 squadre: oltre alle squadre UCI ProTour, sono state invitate 6 con licenza UCI Professional Continental Team.
| N.      | Cod. | Squadra                |
| ------- | ---- | ---------------------- |
| 1-8     | BMC  | BMC Racing Team        |
| 11-18   | ALM  | AG2R La Mondiale       |
| 21-28   | AST  | Astana Pro Team        |
| 31-38   | EUS  | Euskaltel-Euskadi      |
| 41-48   | FDJ  | FDJ-BigMat             |
| 51-58   | GRM  | Team Garmin-Barracuda  |
| 61-68   | GEC  | GreenEDGE Cycling Team |
| 71-78   | KAT  | Katusha Team           |
| 81-88   | LAM  | Lampre-ISD             |
| 91-98   | LIQ  | Liquigas-Cannondale    |
| 101-108 | LBT  | Lotto-Belisol Team     |
| 111-118 | MOV  | Movistar Team          |

| N.      | Cod. | Squadra                   |
| ------- | ---- | ------------------------- |
| 121-128 | OPQ  | Omega Pharma-Quickstep    |
| 131-138 | RAB  | Rabobank Cycling Team     |
| 141-148 | RNT  | RadioShack-Nissan         |
| 151-158 | SKY  | Sky Procycling            |
| 161-168 | SBS  | Team Saxo Bank            |
| 171-178 | VCD  | Vacansoleil-DCM           |
| 181-188 | ACC  | Accent.jobs               |
| 191-198 | FAR  | Farnese Vini-Selle Italia |
| 201-208 | LAN  | Landbouwkrediet-Euphony   |
| 211-218 | ARG  | Argos-Shimano             |
| 221-228 | EUC  | Team Europcar             |
| 231-238 | TSV  | Topsport Vlaanderen       |

### Favoriti
È al via il campione in carica Philippe Gilbert. Partecipano, tra gli altri, Fränk Schleck (vincitore dell'edizione 2006) e Damiano Cunego (vinse nel 2008).

## Resoconto degli eventi
Intorno al 40º chilometro parte una fuga di sette corridori, Romain Bardet, Peio Bilbao, Steven Caethoven, Alex Howes, Michel Kreder, Cédric Pineau e Simone Stortoni. In seguito si aggiungono altri due ciclisti, Sébastien Delfosse e Eliot Lietaer. I fuggitivi raggiungono un vantaggio massimo di circa 13' prima che il plotone cominci a lavorare per il riassorbimento. Arrivano i primi segni di cedimento da parte di alcuni corridori, fra i quali Oscar Gatto, Cadel Evans e Matti Breschel. Una caduta coinvolge Jurgen Van Den Broeck, che rientra in gruppo con l'aiuto di alcuni gregari.
Dal 210º chilometro di corsa la Katusha, guidata soprattutto da Ángel Vicioso, riesce a riportare a 3' il distacco dai fuggitivi. Tra i fuggitivi si susseguono diversi scatti, mentre nel gruppo prova un'azione Nicki Sørensen, velocemente ripreso dal plotone. Sul Gulperberg, Bardet attacca seguito dallo statunitense Howes. Tutti gli altri fuggitivi vengono ripresi dal gruppo.
A causa di un guasto meccanico Samuel Sánchez è costretto a fermarsi ma rientrerà nel gruppo dei migliori scortato da due gregari, mentre sul Fromberg Robert Gesink, alla vigilia uno dei favoriti, si stacc. Nel gruppo sono diversi i tentativi degli outsider, tutti ripresi. Van Avermaet, gregario di Gilbert, riprende Howes a meno di 10 km al traguardo, e poco dopo anche Bardet, l'ultimo degli attaccanti del mattino. Dopo altri tentativi di Enrico Gasparotto, Joaquim Rodríguez, Thomas Voeckler e Peter Sagan, è Óscar Freire a sferrare l'attacco: lo spagnolo riesce a fare il vuoto dietro di sé a 7 km dal Cauberg.
Successivamente ci prova anche Niki Terpstra, ma non riesce a guadagnare che pochi secondi. Sul Cauberg parte Philippe Gilbert, seguito a ruota da Sagan, Jelle Vanendert e Gasparotto. Damiano Cunego cade a un centinaio di metri dal traguardo; nel frattempo Freire è raggiunto dal quartetto e scatta la volata: Sagan parte troppo presto, venendo scavalcato da Gasparotto e da Vanendert. Vince l'italiano, al primo successo stagionale, davanti al belga e allo stesso Sagan. Freire conquista la quarta piazza, seguono Thomas Voeckler, Gilbert, Sánchez, poi Fabian Wegmann, Rinaldo Nocentini e Bauke Mollema.

## Ordine d'arrivo (Top 10)
| Pos. | Corridore         | Squadra       | Tempo    |
| ---- | ----------------- | ------------- | -------- |
| 1    | Enrico Gasparotto | Astana        | 6h32'35" |
| 2    | Jelle Vanendert   | Lotto-Belisol | s.t.     |
| 3    | Peter Sagan       | Liquigas      | s.t.     |
| 4    | Óscar Freire      | Katusha       | a 2"     |
| 5    | Thomas Voeckler   | Europcar      | s.t.     |
| 6    | Philippe Gilbert  | BMC           | s.t.     |
| 7    | Samuel Sánchez    | Euskaltel     | s.t.     |
| 8    | Fabian Wegmann    | Garmin        | a 4"     |
| 9    | Rinaldo Nocentini | AG2R La Mon.  | s.t.     |
| 10   | Bauke Mollema     | Rabobank      | s.t.     |

## Punteggi UCI
| Pos. | Corridore         | Squadra       | Punti |
| ---- | ----------------- | ------------- | ----- |
| 1    | Enrico Gasparotto | Astana        | 80    |
| 2    | Jelle Vanendert   | Lotto-Belisol | 60    |
| 3    | Peter Sagan       | Liquigas      | 50    |
| 4    | Óscar Freire      | Katusha       | 40    |
| 5    | Philippe Gilbert  | BMC           | 22    |
| 6    | Samuel Sánchez    | Euskaltel     | 14    |
| 7    | Fabian Wegmann    | Garmin        | 10    |
| 8    | Rinaldo Nocentini | AG2R La Mon.  | 6     |
| 9    | Bauke Mollema     | Rabobank      | 2     |

| Pos. | Squadra               | Punti |
| ---- | --------------------- | ----- |
| 1    | Astana Pro Team       | 80    |
| 2    | Lotto-Belisol Team    | 60    |
| 3    | Liquigas-Cannondale   | 50    |
| 4    | Katusha Team          | 40    |
| 5    | BMC Racing Team       | 22    |
| 6    | Euskaltel-Euskadi     | 14    |
| 7    | Team Garmin-Barracuda | 10    |
| 8    | AG2R La Mondiale      | 6     |
| 9    | Rabobank Cycling Team | 2     |

| Pos. | Nazione     | Punti |
| ---- | ----------- | ----- |
| 1    | Italia      | 86    |
| 2    | Belgio      | 82    |
| 3    | Spagna      | 54    |
| 4    | Slovacchia  | 50    |
| 5    | Germania    | 10    |
| 6    | Paesi Bassi | 2     |